# Spoorzoeken

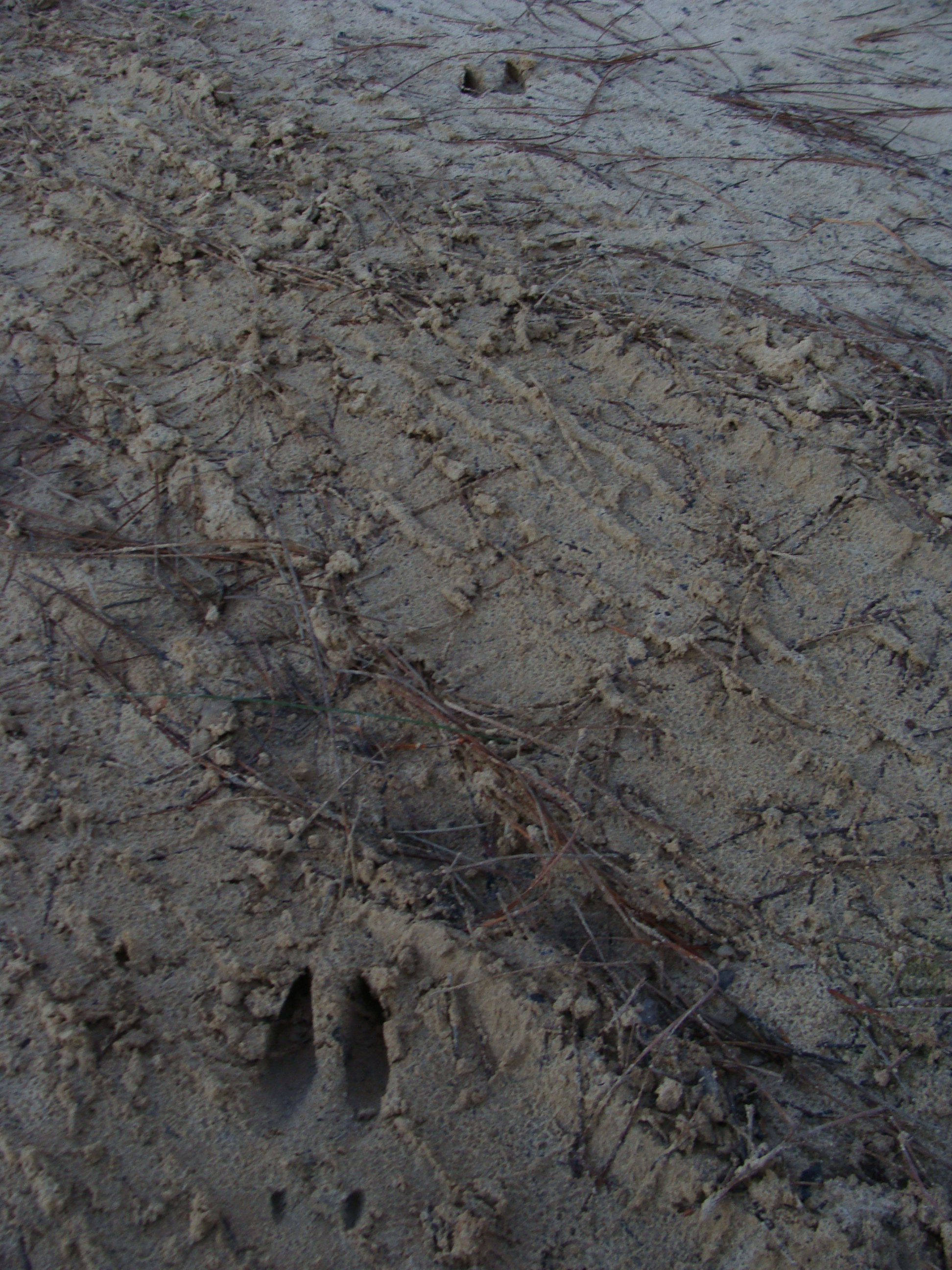
Voetsporen van hertachtigen

Spoorzoeken  is een activiteit waarbij een spoor wordt gevolgd, met als doel het einde van het spoor of de veroorzaker ervan te vinden.
Een spoor kan onder meer bestaan uit voetafdrukken, bloedsporen en afgebroken takken. Met name in de jacht en ecologie wordt het gebruikt om een dier te vinden. In bredere zin worden tevens de sporen zelf onderzocht omdat die informatie kunnen geven over de ouderdom en de veroorzaker ervan.
Bij de scouting worden er activiteiten georganiseerd, waarbij weleens een spoor moet worden gevolgd. Forensisch onderzoek is ook een vorm van spoorzoeken, maar is geen spel.
In spelvorm wordt spoorzoeken ook gedaan in de vorm van een speurtocht.